# Piri (instrument musical)
|  | Aquest article tracta de l'instrument musical. Si cerqueu el soldà de Gazni vegeu piri |

El piri és un instrument de vent coreà de doble canya, usat tant en la música coreana folklòrica com en la clàssica (de la cort). Està fet de bambú. La seva canya llarga i la perforació cilíndrica fan que el seu so sigui més suau que el de molts altres tipus d'oboè. Arriba a mesurar uns 45 cm de longitud.
Al piri típic, hi ha vuit forats al cos de la canya de bambú. Set dels forats són al davant, i un al darrere de la canya.
Hi ha quatre tipus de piri:
1. Hyang piri (hangul: 향피리; hanja: 鄕觱篥)
2. Se piri (hangul: 세피리; hanja: 細觱篥)
3. Dang piri (hangul: 당피리; hanja: 唐觱篥)
4. Dae piri (대피리)

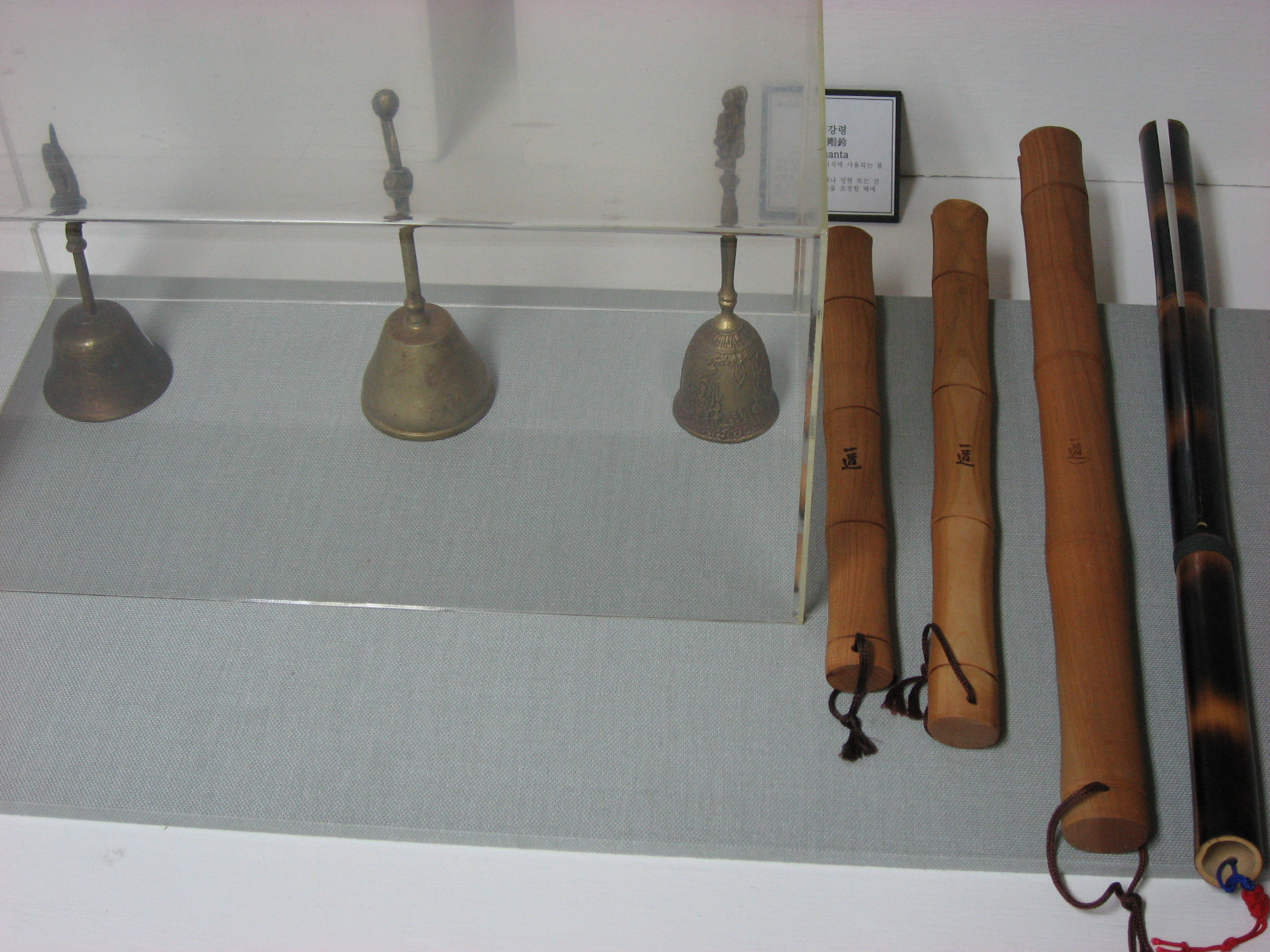
Campanes i piri.

Hi ha diferents tipus de piris perquè cadascun està pensat per a diferents usos i tipus de música. El Hyang piri és el més llarg, i el més comú de tots. A causa del seu to fort i nasal, acostuma a porta la melodia principal en un conjunt. El se piri és el més petit, estret, i de so més fluix. Addicionalment, degut al seu so fluix, és emprat conjuntament amb veu, o amb instruments de corda de so suau. El Dang o Tang piri és més ample i és similar al guan xinès. Finalment, el dae piri és una mena de piri modernitzat, que s'assembla bastant a un oboe occidental.
Hom creu que el piri va ser introduït a Corea des d'alguna àrea fronterera de l'oest de la Xina abans del període Goguryeo. Segons Suseo (수서; 隋書), el piri era també conegut com a gagwan (가관; 笳管), i és originari de Kutxa. Durant el regnat del rei Yejong de la dinastia Goryeo, es va importar des de la dinastia Song de la xina un altre instrument cilíndric de doble canya, i per desambiguar-los l'antic es va passar a anomenar hyang piri i el més recent dang piri. El se piri és més petit que el hyang piri però té la mateixa estructura. El xe piri sembla haver estat inventat molt després que el hyang piri.
L'equivalent del piri a la Xina és el guan (també coneguta com a bili), i al Japó com a hichiriki.